# Walter Ponsonby, VII conte di Bessborough
Walter William Brabazon Ponsonby, VII conte di Bessborough (Roehampton, 13 agosto 1821 – Londra, 24 febbraio 1906), è stato un nobile inglese.

## Biografia
Nato a Roehampton, nel Surrey, era il quinto figlio di John Ponsonby, IV conte di Bessborough, e di sua moglie, Lady Mary Fane. Studiò alla Harrow Schoole al Trinity College di Cambridge.

## Carriera
È stato dal 1846 al 1894 direttore per le parrocchie di Canford Magna, Wiltshire, Beer Ferris, Devon; Marston Bigot, Somerset, e Stutton, Suffolk.

## Matrimonio
Sposò, il 15 gennaio 1850, Lady Louisa Susan Cornwallis Eliot (17 dicembre 1825–15 gennaio 1911), figlia di Edward Eliot, III conte di St. Germans e Lady Jemima Cornwallis. Ebbero otto figli:
- Edward Ponsonby, VIII conte di Bessborough (1º marzo 1851-1º dicembre 1920);
- Lady Mary Ponsonby (1852-19 novembre 1949);
- Lord Cyril Walter Ponsonby (8 settembre 1853-29 novembre 1927), sposò Emily Addington, ebbero due figli;
- Lord Granville Ponsonby (13 settembre 1854-24 febbraio 1924), sposò Mabel Jackson, non ebbero figli;
- Lord Arthur Cornwallis Ponsonby (8 gennaio 1856-25 aprile 1918), sposò Kathleen Sillery, ebbero cinque figli;
- Lady Ethel Jemima Ponsonby (8 aprile 1857-22 giugno 1940), sposò George Somerset, III barone di Raglan, ebbero sei figli;
- Lord Walter Gerald Ponsonby (31 luglio 1859-28 aprile 1934);
- Lady Sarah Kathleen Ponsonby (?-10 giugno 1936), sposò Charles Skinner, ebbero una figlia.

## Morte
Morì il 24 febbraio 1906 a Londra. Fu sepolto il 2 marzo dello stesso anno a Pilltown, nella contea di Kilkenny.

## Ascendenza
|                                              |                                    |                                        | Genitori                                  |  |  | Nonni |  |  | Bisnonni                                  |  |  | Trisnonni                                 |  |
|                                              |                                    |                                        |                                           |  |  |       |  |  | William Ponsonby, II conte di Bessborough |  |  | Brabazon Ponsonby, I conte di Bessborough |  |
|                                              |                                    |                                        |                                           |  |  |       |  |  | William Ponsonby, II conte di Bessborough |  |  | Brabazon Ponsonby, I conte di Bessborough |  |
|                                              |                                    | Sarah Margetson                        |                                           |  |  |       |  |  | William Ponsonby, II conte di Bessborough |  |  |                                           |  |
| Frederick Ponsonby, III conte di Bessborough |                                    |                                        |                                           |  |  |       |  |  | William Ponsonby, II conte di Bessborough |  |  |                                           |  |
|                                              |                                    | Caroline Cavendish                     | William Cavendish, III duca di Devonshire |  |  |       |  |  |                                           |  |  |                                           |  |
|                                              |                                    | Caroline Cavendish                     | William Cavendish, III duca di Devonshire |  |  |       |  |  |                                           |  |  |                                           |  |
|                                              |                                    | Caroline Cavendish                     | Catherine Hoskins                         |  |  |       |  |  |                                           |  |  |                                           |  |
| John Ponsonby, IV conte di Bessborough       |                                    | Caroline Cavendish                     |                                           |  |  |       |  |  |                                           |  |  |                                           |  |
|                                              |                                    | John Spencer, I conte Spencer          | John Spencer                              |  |  |       |  |  |                                           |  |  |                                           |  |
|                                              |                                    | John Spencer, I conte Spencer          | John Spencer                              |  |  |       |  |  |                                           |  |  |                                           |  |
|                                              |                                    | John Spencer, I conte Spencer          | Georgiana Caroline Carteret               |  |  |       |  |  |                                           |  |  |                                           |  |
| Henrietta Spencer                            |                                    | John Spencer, I conte Spencer          |                                           |  |  |       |  |  |                                           |  |  |                                           |  |
|                                              |                                    | Margaret Poyntz                        | Stephen Poyntz                            |  |  |       |  |  |                                           |  |  |                                           |  |
|                                              |                                    | Margaret Poyntz                        | Stephen Poyntz                            |  |  |       |  |  |                                           |  |  |                                           |  |
|                                              |                                    | Margaret Poyntz                        | Anne Maria Mordaunt                       |  |  |       |  |  |                                           |  |  |                                           |  |
| Walter Ponsonby, VII conte di Bessborough    |                                    | Margaret Poyntz                        |                                           |  |  |       |  |  |                                           |  |  |                                           |  |
|                                              | John Fane, IX conte di Westmorland | Thomas Fane, VIII conte di Westmorland |                                           |  |  |       |  |  |                                           |  |  |                                           |  |
|                                              | John Fane, IX conte di Westmorland | Thomas Fane, VIII conte di Westmorland |                                           |  |  |       |  |  |                                           |  |  |                                           |  |
|                                              | John Fane, IX conte di Westmorland | Elizabeth Swymmer                      |                                           |  |  |       |  |  |                                           |  |  |                                           |  |
| John Fane, X conte di Westmorland            | John Fane, IX conte di Westmorland |                                        |                                           |  |  |       |  |  |                                           |  |  |                                           |  |
|                                              |                                    | Augusta Bertie                         | Montague Bertie                           |  |  |       |  |  |                                           |  |  |                                           |  |
|                                              |                                    | Augusta Bertie                         | Montague Bertie                           |  |  |       |  |  |                                           |  |  |                                           |  |
|                                              |                                    | Augusta Bertie                         | Elizabeth Piers                           |  |  |       |  |  |                                           |  |  |                                           |  |
| Maria Fane                                   |                                    | Augusta Bertie                         |                                           |  |  |       |  |  |                                           |  |  |                                           |  |
|                                              |                                    | Robert Child                           | Samuel Child                              |  |  |       |  |  |                                           |  |  |                                           |  |
|                                              |                                    | Robert Child                           | Samuel Child                              |  |  |       |  |  |                                           |  |  |                                           |  |
|                                              |                                    | Robert Child                           | Agatha Edgar                              |  |  |       |  |  |                                           |  |  |                                           |  |
| Sarah Child                                  |                                    | Robert Child                           |                                           |  |  |       |  |  |                                           |  |  |                                           |  |
|                                              |                                    | Sarah Jodrell                          | Gilbert Jodrell                           |  |  |       |  |  |                                           |  |  |                                           |  |
|                                              |                                    | Sarah Jodrell                          | Gilbert Jodrell                           |  |  |       |  |  |                                           |  |  |                                           |  |
|                                              |                                    | Sarah Jodrell                          | Mary Craddock                             |  |  |       |  |  |                                           |  |  |                                           |  |
|                                              |                                    | Sarah Jodrell                          |                                           |  |  |       |  |  |                                           |  |  |                                           |  |